# The Washington Post
 For alternative betydninger, se Washington. (Se også artikler, som begynder med Washington)
The Washington Post er en amerikansk hovedstadsavis med base i Washington D.C., og er klart både den ældste og største avis i byen.  Den blev verdenskendt i forbindelse med Watergate, hvor de to journalister Bob Woodward og Carl Bernstein med artikler i Washington Post bidrog stærkt til at vælte Richard Nixon.

## Fremvækst
Avisen blev stiftet i 1877 af Stilson Hutchins og blev i 1880 den første avis i Washington D.C., der blev udgivet dagligt. I 1905 købte Washington McLean og hans søn John Roll McLean avisen. Da John døde i 1916, lod han avisen overgå til en fond, fordi han ikke stolede på sin playboy af en søn, Edward "Ned" McLean, til at styre avisen. Det lykkedes dog for sønnen at få opløst fonden, så han alligevel kom til at styre avisen. Og det gik da også, som hans far havde forventet; efter forholdsvis få år gik avisen konkurs. Ved et konkurssalg i 1933 blev den købt op af New York-millionæren Eugene Meyer, som fik bragt den på fode igen. Hans datter Katharine giftede sig med Philip Graham, som fik avisen som gave fra sin svigerfar. I 1954 overtog Washington Post den eneste anden morgenavis i Washington D.C. og var dermed alene på markedet for morgenaviser indtil 1982, hvor avisen The Washington Times startede. Men i 1963 tog Philip Graham sit liv, og ledelsen overgik til Katharine, der viste sig meget dygtig. Washington Post og New York Times offentliggjorde Pentagon-papirene i 1971, og i 1974 begyndte Woodward og Bernstein at publicere artikler om et underligt indbrud i Watergate-bygningen. Artiklerne åbnede for afsløringerne, der tvang Nixon til at gå af som præsident. Journalistik blev pludselig et prestigeerhverv, og Washington Post idealet. Katharine Graham selv fik en Pulitzerpris for sine memoirer.  Gennem tiderne har The Washington Post vundet Pulitzerprisen 24 gange, i 2008 alene seks.

## Tilbagegang
Washington Post benyttede ikke anledningen til at blive en rigsavis, men overlod den arena til New York Times og Wall Street Journal. I stedet foretog selskabet nogle gode investeringer i et lærebogforlag, men købe sig aldrig ind i de nye netselskaber, selv om Katharine Grahams søn, som nu styrer selskabet, takkede ja til en plads i  Facebooks styre. Avisen begyndte at tabe penge og måtte til stadighed indskrænke redaktionen. I 2009 var avisens oplag 582.844 på hverdage og 822.208 søndage. Det var dermed på et år faldet med 6,6 hhv. 5,1%. Da lønsomheden også svigtede i koncernets forlagsdel, endte avisen i 2013 med at blive solgt ud af Graham-familien. 

## Nyt ejerskab
Den 5. august 2013 købte Jeff Bezos, stifteren af, og adm. direktør for internet-handelsfirmaet amazon.com, personligt avisen for 250 mio. dollars kontant af selskabet The Washington Post Co.
Bezos’ selskab har revolutioneret den amerikanske bogbranche, og en kommentator lavede sjov med, at opkøbet var, som om isbjerget ville redde Titanic. Fremtiden havde købt fortiden op. De $ 250 millioner, Bezos købte Washington Post for, var fire gange mere, end analytikerne mente, avisen var værd; men summen udgjorde ingen stor del af Bezos’ samlede formue på $ 17 milliarder.